# 近親相姦に関する研究
『近親相姦に関する研究』（きんしんそうかんにかんするけんきゅう）とは、久保摂二によって1957年9月25日に学術誌『廣島醫學』第5巻第12号において発表された、日本学会史上初の実態調査に基づく近親相姦の論文である。久保摂二は雑誌『潮』1972年3月号において「近親相姦に関する私の研究」という文章も載せている。

## 概説
論文では初めに近親相姦に関する総合的な分析を行っており、その後で広島県と島根県における施設収容者及び各種相談機関で扱われた36例の近親相姦の事例を挙げている。
父と娘の事例は15例扱われている。義理の父親が妻の連れ子の娘と妻の死後に結婚したが、村の有力者で誰も文句を言わなかった場合などが載せられている。母息子の場合は3例ではあるが、エディプスコンプレックスが行為の原因とは考えられない事が分かる。一例としては髄膜炎の後遺症で知能に障害を負った息子に対して、母親が自らの体を使って外での性的問題行動を抑えつけようとする話が載せられている。
兄弟姉妹は15例扱われる。真面目で家庭環境もよく、勤勉実直とも言える兄妹が関係を持ち子供まで作り発覚したが、現在はお互いに過去を忘れ働いている場合や、母親によって厳しいしつけが行われている家庭で成績優秀な妹が兄に誘われ喜んで応じた場合などが載せられている。
その他はおじ姪、祖母孫などの事例である。完全に家族の環の中に飲み込まれ、近親相姦以外の世界を怖がっているような事例が多く、全体的に悲惨である。後悔や罪悪感は少なく「やって何が悪い」と言わしめているようなケースも多いが、原田武はこれについて本調査に応じた人物は既に開き直っていたためという可能性を指摘するが、実際に近親相姦は簡単な行為としての側面もあるのだろうとも考察している。